# Изложба „Нови чланови” (2018)
Изложба „Нови чланови” се одржала у периоду од 12. до 29. јануара 2018. године у Уметничком павиљону „Цвијета Зузорић”.

## Излагачи
1. Марјан Андрејевић
2. Душан Божић
3. Марија Бољевић
4. Иван Бошковић
5. Алекса Видаковић
6. Марко Вишић
7. Милош Вујић
8. Невена Вуксановић
9. Ивора Дајић
10. Јелена Димитријевић
11. Јована Драгић
12. Мерсиха Прушевић Дулић
13. Тијана Ђинђић
14. Тамара Ждерић
15. Ивана Ивановић
16. Владимир Јочић
17. Јелена Инђић
18. Милан Кличковић
19. Лука Лазовић
20. Стеван Лутовац
21. Љиљана Малбашић
22. Милан Манић
23. Марко Марковић
24. Стојан Миланов
25. Милена Миленковић
26. Бранко Милисковић
27. Милош Милићевић
28. Ана Миљковић
29. Сава Мишић
30. Петра Михајловић
31. Давид Млађовић
32. Барбара Морел
33. Нада Недељковић
34. Тијана Нешковић
35. Душан Новаковић
36. Марина Петров Павловић
37. Магдалена Павловић
38. Стефан Петронијевић
39. Катарина Пешић
40. Милош Пешкир
41. Јована Пивић
42. Кристина Пирковић
43. Никола Пршендић
44. Антанасије Пуношевац
45. Маријана Ракићевић
46. Јасмина Сарић
47. Драган Сиљаноски
48. Горан Симјановски
49. Тамара Спасојевић
50. Мила Сретеновић
51. Наташа Станојевић
52. Миљан Стевановић
53. Теодора Стојановић
54. Ана Баша Тимошеукова
55. Ранко Травањ
56. Николија Тубић
57. Радомир Калеа Усаиновић
58. Марија Чолић
59. Смиљана Чурић
60. Јелица Шубарић